# U-19-Fußball-Europameisterschaft der Frauen 2012
Die Endrunde der 15. U-19-Fußball-Europameisterschaft der Frauen wurde in der Zeit vom 2. bis 14. Juli 2012 in der Türkei ausgetragen. Acht Mannschaften traten zunächst in einer Gruppenphase in zwei Gruppen und danach im K.-o.-System gegeneinander an. Spielberechtigt waren Spielerinnen, die am 1. Januar 1993 oder später geboren wurden. Gespielt wurde in der Kurstadt Antalya. Den Titel errang die schwedische Mannschaft.

## Qualifikation
Die Türkei war als Ausrichter automatisch qualifiziert. Die übrigen 43 gemeldeten Nationalmannschaften wurden auf zehn Gruppen zu je vier Mannschaften aufgeteilt. Deutschland, Frankreich und England erhielten eine Wildcard für die 2. Qualifikationsrunde als die Mannschaften auf den ersten drei Plätzen der UEFA-Rangliste. Die Gruppensieger und -zweiten erreichten automatisch die 2. Qualifikationsrunde. Dazu kam der beste Gruppendritte. Für die Ermittlung des besten Gruppendritten wurden allerdings nur die jeweiligen Ergebnisse gegen die Gruppensieger und -zweiten herangezogen. Die erste Qualifikationsrunde wurde im Herbst 2011 ausgetragen. Die 21 übrig gebliebenen Mannschaften plus Deutschland, Frankreich und England wurden in der 2. Qualifikationsrunde auf sechs Gruppen zu je vier Mannschaften aufgeteilt. Die sechs Gruppensieger und der beste Gruppenzweite qualifizierten sich für das Finalturnier in der Türkei. Die Turniere der 2. Qualifikationsrunde wurden im Frühjahr 2012 ausgetragen. Titelverteidiger Deutschland scheiterte in der 2. Qualifikationsrunde am späteren Europameister Schweden.

## Modus
Bei der Endrunde bildeten die acht Mannschaften zwei Gruppen zu je vier Mannschaften. In der Gruppenphase spielte jede Mannschaft innerhalb der Gruppe einmal gegen jede andere. Für einen Sieg gab es drei Punkte und für ein Unentschieden einen Punkt. Nach Abschluss der Vorrundenspiele qualifizierten sich die Gruppensieger und Gruppenzweiten für das Halbfinale.
Bei Punktgleichheit mehrerer Mannschaften in den Gruppenspielen wurden die Positionen zunächst anhand der größeren Zahl der Punkte aus den direkten Begegnungen ermittelt. War diese gleich, wurde zunächst die Tordifferenz und danach die Anzahl der erzielten Tore in den direkten Begegnungen verglichen. Dies war für die Platzierungen in Gruppe B entscheidend. Wären dann immer noch zwei oder mehrere Mannschaften gleichauf gewesen, wären als nächste Kriterien die Tordifferenz aus allen Spielen und dann die Anzahl der insgesamt erzielten Tore verglichen worden. Letztes Kriterium war die Fair-Play-Wertung.
Ab dem Halbfinale wurde das Turnier im K.-o.-System fortgesetzt. Spiele, die nach Ablauf der regulären Spielzeit unentschieden endeten, wurden um zweimal zehn Minuten verlängert. Wäre auch nach der Verlängerung kein Sieger gefunden worden, wäre die Entscheidung im Elfmeterschießen gesucht worden. Dieser Fall trat nicht ein. Die reguläre Spielzeit bei allen Spielen betrug zweimal 45 Minuten.

## Vorrunde
Die Auslosung der Endrunde fand am 24. April 2012 in Antalya statt.
Alle Zeitangaben in Ortszeit.

### Gruppe A
| Pl. | Land     | Sp. | S | U | N | Tore    | Diff. | Punkte |
| --- | -------- | --- | - | - | - | ------- | ----- | ------ |
| 1.  | Dänemark | 3   | 3 | 0 | 0 | 003:000 | +3    | 09     |
| 2.  | Portugal | 3   | 1 | 1 | 1 | 001:100 | ±0    | 04     |
| 3.  | Türkei   | 3   | 0 | 2 | 1 | 001:200 | −1    | 02     |
| 4.  | Rumänien | 3   | 0 | 1 | 2 | 001:300 | −2    | 01     |

|                                                                              |   |          |           |
| Mo., 2. Juli 2012 um 21:30 Uhr in Antalya (Mardan Sport Complex - Field 1)   |   |          |           |
| Türkei                                                                       | – | Portugal | 0:0       |
| Mo., 2. Juli 2012 um 21:30 Uhr in Antalya (Titanic Stadium)                  |   |          |           |
| Dänemark                                                                     | – | Rumänien | 1:0 (0:0) |
| Do., 5. Juli 2012 um 19:30 Uhr in Antalya (Mardan Sport Complex - Field 2)   |   |          |           |
| Türkei                                                                       | – | Dänemark | 0:1 (0:0) |
| Do., 5. Juli 2012 um 21:30 Uhr in Antalya (World of Wonders Football Centre) |   |          |           |
| Portugal                                                                     | – | Rumänien | 1:0 (1:0) |
| So., 8. Juli 2012 um 21:30 Uhr in Antalya (World of Wonders Football Centre) |   |          |           |
| Portugal                                                                     | – | Dänemark | 0:1 (0:0) |
| So., 8. Juli 2012 um 21:30 Uhr in Antalya (Mardan Sport Complex - Field 1)   |   |          |           |
| Rumänien                                                                     | – | Türkei   | 1:1 (0:0) |

### Gruppe B
| Pl. | Land     | Sp. | S | U | N | Tore    | Diff. | Punkte |
| --- | -------- | --- | - | - | - | ------- | ----- | ------ |
| 1.  | Spanien  | 3   | 2 | 1 | 0 | 007:000 | +7    | 07     |
| 2.  | Schweden | 3   | 2 | 1 | 0 | 006:100 | +5    | 07     |
| 3.  | England  | 3   | 0 | 1 | 2 | 000:500 | −5    | 01     |
| 4.  | Serbien  | 3   | 0 | 1 | 2 | 001:800 | −7    | 01     |

|                                                                              |   |          |           |
| Mo., 2. Juli 2012 um 19:30 Uhr in Antalya (Mardan Sport Complex - Field 2)   |   |          |           |
| England                                                                      | – | Schweden | 0:1 (0:1) |
| Mo., 2. Juli 2012 um 21:30 Uhr in Antalya (World of Wonders Football Centre) |   |          |           |
| Spanien                                                                      | – | Serbien  | 3:0 (1:0) |
| Do., 5. Juli 2012 um 21:30 Uhr in Antalya (Titanic Stadium)                  |   |          |           |
| Spanien                                                                      | – | England  | 4:0 (3:0) |
| Do., 5. Juli 2012 um 21:30 Uhr in Antalya (Mardan Sport Complex - Field 1)   |   |          |           |
| Serbien                                                                      | – | Schweden | 1:5 (0:2) |
| So., 8. Juli 2012 um 19:30 Uhr in Antalya (Titanic Stadium)                  |   |          |           |
| Serbien                                                                      | – | England  | 0:0       |
| So., 8. Juli 2012 um 19:30 Uhr in Antalya (Mardan Sport Complex - Field 2)   |   |          |           |
| Schweden                                                                     | – | Spanien  | 0:0       |

## Finalrunde
Alle Zeitangaben in Ortszeit.

### Halbfinale
|                                                                               |   |          |           |
| Mi., 11. Juli 2012 um 21:00 Uhr in Antalya (World of Wonders Football Centre) |   |          |           |
| Dänemark                                                                      | – | Schweden | 1:3 (0:2) |
| Mi., 11. Juli 2012 um 21:00 Uhr in Antalya (Mardan Sport Complex - Field 1)   |   |          |           |
| Spanien                                                                       | – | Portugal | 1:0 (0:0) |

### Finale
|                                                                             |   |         |           |
| Sa., 14. Juli 2012 um 21:00 Uhr in Antalya (Mardan Sport Complex - Field 1) |   |         |           |
| Schweden                                                                    | – | Spanien | 1:0 n. V. |

## Schiedsrichterinnen
- Knarik Grigoryan
- Riem Hussein
- Stéphanie Frappart
- Anastassija Pustowoitowa
- Simona Ghisletta
- Zuzana Kováčová

## Beste Torschützinnen
| Rang | Spielerin           | Tore |
| ---- | ------------------- | ---- |
| 1    | Elin Rubensson      | 5    |
| 2    | Malin Diaz          | 2    |
|      | Virginia Torrecilla | 2    |
|      | Raquel Pinel        | 2    |

Hinzu kamen 13 Spielerinnen mit je einem Tor.
Torschützenkönigin des Gesamtwettbewerbs (inklusive Qualif.) wurde ebenfalls die Schwedin Elin Rubensson mit 13 Toren.